# Na Podluží
Na Podluží je rozhledna nacházející se jižně od obce Nový Poddvorov v okrese Hodonín v Jihomoravském kraji.
Tato rozhledna vznikla v rámci projektu „Turistické rozhledny Podluží-Cerová“, programu příhraniční spolupráce Česka a Slovenska. Projekt k rozhledně vytvořili inženýři Miroslav Kopecký a Stanislav Fatěna. Vzhled rozhledny připomíná těžební naftovou věž, což symbolicky vzpomíná historii těžařství v tomto regionu. Náklady na výstavbu rozhledny dosáhly necelých 6 milionů korun z čehož 90 % bylo hrazeno z dotací Evropské unie. Rozhledna byla budována v druhé polovině roku 2009. Kovová konstrukce v jejímž středu je umístěno točivé schodiště se 160 schody, dosahuje výšky 30 metrů. Rozhledna je volně přístupná. Slavnostní zpřístupnění věže veřejnosti proběhlo 16. dubna 2010. Příjezdová cesta vede z Nového Poddvorova.